# Liste der Kulturdenkmäler in Monsheim
In der Liste der Kulturdenkmäler in Monsheim sind alle Kulturdenkmäler der rheinland-pfälzischen Ortsgemeinde Monsheim einschließlich des Ortsteils Kriegsheim aufgeführt. Grundlage ist die Denkmalliste des Landes Rheinland-Pfalz (Stand: 25. März 2025).

## Denkmalzonen
| Bezeichnung                                                                | Lage                                                       | Baujahr         | Beschreibung | Bild                           |
| -------------------------------------------------------------------------- | ---------------------------------------------------------- | --------------- | --- | ------------------------------ |
| Denkmalzone Anhäuser Mühle                                                 | Monsheim, Alzeyer Straße 15 Lage                           | 1714            | im Kern barocke Dreiflügelanlage; als Untere Schloßmühle 1714 errichtet, ab 1866 weitgehend erneuert, nach 1977 für Wohnzwecke umgebaut, heute Verbandsgemeindeverwaltung; heutiger Baubestand ab der Mitte des 19. Jahrhunderts mit Spolien und Mauerresten der barocken Anlage; ehemaliges Wohnhaus mit Mühlentrakt nach 1866 erweitert und klassizistisch überformt; bauliche Gesamtanlage; Bauerngarten des 19. Jahrhunderts mit gusseisernem Gartenpavillon | weitere Bilder Fotos hochladen |
| Denkmalzone Landarztvilla Fliedner mit Keller- und Gartenanlage Bornstraße | Monsheim, Bornstraße 3 Lage                                | kurz vor 1900   | zweigeschossige Villa, Heimatstil, 1898–1900, mit teilweise originaler Ausstattung; mehrere, zum Teil ältere Nebengebäude, darunter Kutscherhaus; umfangreiche Kelleranlagen, 18. Jahrhundert, ehemals zur Essigfabrik von David Möllinger gehörend; Ziergarten mit Grottenpavillon sowie Einfriedungen; ortsbildprägend | BW                             |
| Denkmalzone Monsheimer Schloss                                             | Monsheim, Alzeyer Straße 2, 4, 6, Schlosshohlstraße 1 Lage | 1550            | ehemalige Wasserburg 1386 erstmals erwähnt, vollständiger Neubau ab etwa 1550; Renaissance-Herrenhaus der Herren von Wachenheim, zwischen 1629 und 1651; Tor, bezeichnet 1605, Herrenhaus aus der ersten Hälfte des 19. Jahrhunderts, Wirtschaftsgebäude, 16. bis 19. Jahrhundert, Gewölbestall, um 1840; Ummauerung mit Rundturmrest, 1870 wiederaufgebaut; im Schlosshof Menhir, Kalkstein; ehemaliger Schlosspark mit Gartenhaus; bauliche Gesamtanlage       | weitere Bilder Fotos hochladen |
| Denkmalzone Wiesenmühle                                                    | Kriegsheim, Wiesenmühlenweg Lage                           | 19. Jahrhundert | ehemalige Mühle; Vierflügelanlage mit Gärten, Grünanlagen, Wehr, Mühlkanal mit -graben und Wasserturm, im Wesentlichen 19. bis Anfang des 20. Jahrhunderts; bauliche Gesamtanlage | Fotos hochladen                |

## Einzeldenkmäler
| Bezeichnung                   | Lage                                                              | Baujahr                              | Beschreibung | Bild                           |
| ----------------------------- | ----------------------------------------------------------------- | ------------------------------------ | --- | ------------------------------ |
| Bahnhof Monsheim              | Monsheim, Bahnhofstraße 28 Lage                                   | 1885                                 | dreiteiliger, zwei- und dreigeschossiger, spätklassizistischer Sandsteinquaderbau, 1885 | weitere Bilder Fotos hochladen |
| Kriegerdenkmal                | Monsheim, Bahnhofstraße 28 Lage                                   | 1903                                 | Kriegerdenkmal 1870/71, Galvanoplastik eines Infanteristen von WMF auf Felssockel, 1903 | weitere Bilder Fotos hochladen |
| Inschriftentafel              | Monsheim, Ernst-Ludwig-Straße, an Nr. 2 Lage                      |                                      | spätbarocke Steintafel mit Bauinschrift, bezeichnet 1766 | BW                             |
| Hofanlage                     | Monsheim, Hauptstraße 16 Lage                                     | 1898                                 | Wohnhaus, Neurenaissance, bezeichnet 1898; Wirtschaftsgebäude, 19. Jahrhundert | BW                             |
| Hofanlage                     | Monsheim, Hauptstraße 34/36 Lage                                  | 1807                                 | Vierseithof mit zweieinhalbgeschossigem klassizistischem Wohnhaus, bezeichnet 1807, Remise mit Pfeilerarkaden, weiterem Wohnhaus um 1860/70 und Mansarddachscheune, 1776 | BW                             |
| Wohnhaus                      | Monsheim, Hauptstraße 37 Lage                                     | 1722                                 | barockes Wohnhaus, teilweise Zierfachwerk, ehemals bezeichnet 1722 | BW                             |
| Hofanlage                     | Monsheim, Hauptstraße 38 Lage                                     | 18. und 19. Jahrhundert              | Vierseithof, 18. und 19. Jahrhundert; barockes Torhaus, bezeichnet 1748 | BW                             |
| Rathaus                       | Monsheim, Hauptstraße 47 Lage                                     | 1832                                 | Rathaus mit offener Vorhalle, 1832 | weitere Bilder Fotos hochladen |
| Türsturz                      | Monsheim, Hauptstraße, an Nr. 51 Lage                             | 1576                                 | Renaissance-Türsturz, bezeichnet 1576 | BW                             |
| Wohnhaus                      | Monsheim, Hauptstraße 55 Lage                                     | 1752                                 | barockes Wohnhaus, teilweise Zierfachwerk, bezeichnet 1752 | BW                             |
| Evangelische Pfarrkirche      | Monsheim, Hauptstraße 69 Lage                                     | 15. oder 16. Jahrhundert             | ehemals St. Georg; Saalbau, im Kern spätgotisch, 1904/05 neugotisch überformt, Architekt Carl Bronner, Mainz, neuromanischer Westturm, 1878; barocke Grabsteine, Ende des 17. oder 18. Jahrhundert | weitere Bilder Fotos hochladen |
| Ehemalige Synagoge            | Monsheim, Hauptstraße 80 Lage                                     | um 1840                              | Eingangsfassade, um 1840 | BW                             |
| Mennonitische Kirche          | Monsheim, Hauptstraße 91 Lage                                     | 1820                                 | klassizistischer Saalbau, 1820 | weitere Bilder Fotos hochladen |
| Kriegsopfermal                | Monsheim, Heppenheimer Straße 37, in der Trauerhalle Lage         | 1952                                 | Kriegsopfermal, 1952 von Gustav Nonnenmacher, Worms, 1988 erweitert | BW                             |
| Portal                        | Monsheim, Römerstraße, an Nr. 1 Lage                              | 1581                                 | Renaissance-Portal, bezeichnet 1581 | BW                             |
| Weinbergshaus                 | Monsheim, nordwestlich des Ortes; Flur Im Silberberg Lage         | 18. oder frühes 19. Jahrhundert      | Kuppelbau, 18. oder frühes 19. Jahrhundert | BW                             |
| Wohnhaus                      | Kriegsheim, Hauptstraße 123 Lage                                  | 1683                                 | barockes Wohnhaus, teilweise Zierfachwerk, bezeichnet 1683 | BW                             |
| Spolie                        | Kriegsheim, Hauptstraße, an Nr. 138 Lage                          | gegen 1500                           | spätgotischer ehemaliger Schlussstein, gegen 1500 | BW                             |
| Hofanlage                     | Kriegsheim, Hauptstraße 142, 142a und 142b Lage                   | erste Hälfte des 18. Jahrhunderts    | Dreiseithof; barockes Wohnhaus, teilweise Zierfachwerk, erste Hälfte des 18. Jahrhunderts; Wirtschaftsgebäude, um 1850; Kellerabgang von Nr. 142b bezeichnet 1582 | BW                             |
| Türsturz                      | Kriegsheim, Hauptstraße, an Nr. 156 Lage                          | 1592                                 | Renaissance-Türsturz, bezeichnet 1592 | BW                             |
| Evangelischer Pfarrhof        | Kriegsheim, Hauptstraße 160 Lage                                  | 1726                                 | evangelischer Pfarrhof; barocker Walmdachbau, bezeichnet 1726, Scheune, im Kern aus dem 18. Jahrhundert | BW                             |
| Evangelische Kirche           | Kriegsheim, Hauptstraße 162 Lage                                  | 16. Jahrhundert                      | ehemals St. Peter; im Kern spätgotischer Turm, 1869 erhöht; spätbarocker Saal, 1771 bis 1792 mit älteren Resten; Friedhofstor, 1911, Nebenpforte, bezeichnet 1607; spätbarocker Grabstein Urckhaus, um 1754, zwei barockisierende Grabsteine, 1837 und 1840; Sonnenuhr, Gusseisen, zweite Hälfte des 19. Jahrhunderts | BW                             |
| Katholische Kirche St. Joseph | Kriegsheim, Metzgasse 9 Lage                                      | 1864                                 | neugotischer Saalbau, 1864, Architekt Philipp Johann Berdellé; Sakristei, 1898 | BW                             |
| Wohnturm                      | Kriegsheim, Tränkgasse 1 Lage                                     | 14. Jahrhundert                      | ehemaliger Wohnturm der Herren von Kriegsheim; Bruchsteinbau, im Kern aus dem 14. oder 15. Jahrhundert, Veränderungen im 19. Jahrhundert | BW                             |
| Weinbergshaus                 | Kriegsheim, nördlich des Ortes; Flur Am Lochpfad Lage             | 19. Jahrhundert                      | Putzbau, 19. Jahrhundert | BW                             |
| Weinbergshaus                 | Kriegsheim, nordöstlich des Ortes; Flur Im Tal Lage               | zweite Hälfte des 19. Jahrhunderts   | Kragkuppelbau, zweite Hälfte des 19. Jahrhunderts | BW                             |
| Weinbergshaus                 | Kriegsheim, östlich des Ortes; Flur Auf der unteren Landwehr Lage | 18. oder Anfang des 19. Jahrhunderts | Kragkuppelbau, 18. oder Anfang des 19. Jahrhunderts | BW                             |

## Ehemalige Kulturdenkmäler
| Bezeichnung | Lage                          | Baujahr | Beschreibung                                                                        | Bild |
| ----------- | ----------------------------- | ------- | ----------------------------------------------------------------------------------- | ---- |
| Wohnhaus    | Monsheim, Hauptstraße 43 Lage | 1753    | barockes Fachwerkhaus, teilweise massiv, bezeichnet 1753; aus Denkmalliste gelöscht | BW   |